# Carlo Grassi
Carlo Grassi (ur. w 1519 w Bolonii, zm. 25 marca 1571 w Rzymie) – włoski kardynał.

## Życiorys
Urodził się w 1519 roku w Bolonii, jako syn Giannantonia Grassiego i Diany/Bianci Grati. Studiował na Uniwersytecie Bolońskim, gdzie uzyskał doktorat utroque iure. Został kanonikiem kapituły w rodzinnym mieście i szambelanem papieskim. 20 grudnia 1555 roku został wybrany biskupem Montefiascone. Pełnił funkcje gubernatora Umbrii, Perugii i Viterbo, a także wicekamerlinga w latach 1569–1570. 17 maja 1570 roku został kreowany kardynałem prezbiterem i otrzymał kościół tytularny Sant'Agnese in Agone. Zmarł 25 marca 1571 roku w Rzymie.